# Fresenius
Fresenius SE (anteriormente conocida como Fresenius AG) es una empresa alemana  con sede en Bad Homburg dedicada a la asistencia sanitaria. Es una de las empresas más grandes de Alemania en este sector. Esta empresa tiene el control del 36% de las acciones de Fresenius Medical Care, especializada en equipos para diálisis renales. 
El 16 de julio de 2007, Fresenius cambió su estatus legal de Aktiengesellschaft (AG) a Societas Europaea (SE), lo cual le permite regirse bajo la jurisdicción de la Unión Europea. Esta empresa ingresó en el índice DAX el 23 de marzo del 2009.

## Filiales
- Fresenius Medical Care: Productos y servicios para pacientes con fallos renales de tipo crónico y agudo. Dispone de sus propias clínicas de diálisis, las cuales trabajan bajo el nombre de NephroCare.
- Fresenius Kabi: Produce productos para la nutrición parenteral como catéteres y suero fisiológico y para la nutrición enteral.
- Fresenius Vamed: Es una empresa austríaca de servicios profesionales especializada en estudios de viabilidad y gestión y mantenimiento de equipos médicos.
- Fresenius Netcare: Proporciona soluciones IT para clientes tanto internos como externos del grupo.

También perteneció a la corporación Fresenius Biotech, empresa centrada en el campo de biotecnología, pero esta fue adquirida en 2013 por la familia israelí Fuhrer, dueños de la farmacéutica Neopharm.

## Fresenius Helios
Dentro del grupo Fresenius, la marca Fresenius Helios se dedica a la gestión de hospitales.

### Alemania
En Alemania el grupo posee un total de 112 hospitales en Alemania bajo la marca de HELIOS Kliniken. 

### España
En septiembre de 2016 adquirieron el grupo hospitalario español Quirón Salud por un monto de 5.760 millones de euros, pasando a ser Fresenius Helios el mayor grupo europeo de salud privada con más de 150 centros hospitalarios. Con la compra de Quirón Salud, fruto a su vez de la fusión de IDC Salud y el grupo hospitalario Quirón en 2014, uno de cuyos principales accionistas era la familia Cordón, Fresenius logra hacerse con el 50% con 43 nuevos hospitales, lo que representa al menos el 10% del sector en Europa, con hospitales señeros como el Centro Médico Teknon en Barcelona o el Hospital Universitario Fundación Jiménez Díaz en Madrid.  El grupo Quirón Salud gestionaba una plantilla de 35.000 personas en el momento de la compra. Actualmente, también con accionistas el Grupo Goodgrower (Vithas). Con la compra del Grupo Quirón Salud, también adquirió su filiares como Quirón prevención (Servicio de Prevención Ajeno) y Q-Safety (especializada en Coordinación de Seguridad y Salud en Obra, Coordinación de Actividades Empresariales y elaboración de documentos técnicos), entre otras.  

## Críticas y escándalos
En 2019 el Departamento de Justicia de EE. UU. dio a conocer un informe en el que se demuestra que la empresa Fresenius realizó prácticas irregulares (información privilegiada de concursos públicos, influencia en la redacción de las especificaciones técnicas, etc) a partir de pagos a médicos de la sanidad pública para aumentar sus beneficios.